# Liesek
Liesek (hongrois : Ljeszek) est un village de Slovaquie situé dans la région de Žilina.

## Histoire
La première mention écrite du village date de 1558.

## Démographie

### Évolution de la population
| Année:               | 1994. | 2004.    | 2014.    | 2024.   |
| -------------------- | ----- | -------- | -------- | ------- |
| Nombre de personnes: | 2272  | 2588     | 2865     | 3118    |
| Différence:          |       | +13,90 % | +10,70 % | +8,83 % |

| Année:               | 2023. | 2024.   |
| -------------------- | ----- | ------- |
| Nombre de personnes: | 3111  | 3118    |
| Différence:          |       | +0,22 % |

## Personnalités
- Martin Ťapák (1926-2015), réalisateur, acteur, danseur et chorégraphe slovaque